# Barbara Blomberg (Zuckmayer)
Barbara Blomberg ist ein Theaterstück von Carl Zuckmayer. Die Uraufführung des Stücks mit Angela Salloker in der Titelrolle fand 1949 in Konstanz statt.

## Historischer Hintergrund
Barbara Blomberg war Tochter eines Gürtlermeisters in Regensburg. Von ihrer Mutter soll sie das schöne Aussehen, von ihrem Vater das immense Durchsetzungsvermögen geerbt haben.
Aus einer Liaison mit Kaiser Karl V. während des Regensburger Reichstags 1546 ging ein Sohn hervor („Tatort“: Goldenes Kreuz). Er erhielt später den Namen Don Juan d’Austria und wurde vor allem aufgrund seines Sieges über die Türken bei Lepanto 1571 berühmt. Barbara Blomberg starb 1597 in Codiles in Spanien.
In Regensburg wird ein kleines Palais direkt neben dem Goldenen Kreuz als „Barbara-Blomberg-Haus“ bezeichnet, an den „Retter des Abendlandes“ Don Juan D’Austria erinnert seit einigen Jahren eine Statue auf dem Regensburger Zieroldsplatz in der Nähe des alten Rathauses.

## Inhalt
Als Major Kegel, Ehemann Barbaras, erstochen wird, fliegt das wohl gehütete Geheimnis, dass Barbara die Mutter des Don Juan D’Austria ist, auf. Als nun Herzog Alba Nachforschungen zu diesem politisch brisanten Thema anstellen lässt, weigert sich Barbara nach Spanien zu gehen, und mit Raffinesse gelingt es ihr sogar, dem etwas linkischen, leicht zu bezirzenden Neffen des Herzogs trotz der Anwesenheit des misstrauischen Sekretärs Albornoz das Versprechen abzuringen, ihr das Schlösschen Lamoral und eine angemessene Gefolgschaft für ein „indirektes Mitglied der königlichen Familie“ zuzuweisen. Auf Lamoral entwickelt sich Barbaras Liebe zu Ratcliff, einem bekannten Spion, den sie als Sekretär angestellt hat; ebenso verliebt sich ihre Tochter Karoline, an der Barbaras Herz hängt, in van Hoghstraate, einen flämischen Adeligen, der sich in einer Geheimkammer in Lamoral versteckt hält, da er verdächtigt wird, an einem Attentat mitgewirkt zu haben. Als später Ratcliff verhaftet wird, nachdem Alba gestorben ist, und dessen Sekretär Albornoz die Herrschaft an sich zu reißen sucht, reist Barbara ihrem Sohn Don Juan, der zum neuen Statthalter in Belgien bestimmt ist, entgegen und fleht um die Rettung des Geliebten. Beeindruckt von der Erscheinung seiner Mutter, die er zuvor lediglich für eine „Gemeine“ gehalten hat, gibt Don Juan ihrer Bitte nach, kann seine Mutter jedoch noch im selben Gespräch überreden, nach Spanien zu gehen, auf den Wohnsitz seiner Zieheltern. Im Epilog erfährt man letztendlich, dass Don Juan – wohl auf Befehl seines Halbbruders, König Philipps – vergiftet worden ist.

## Literarische Einordnung
Bei der „Barbara Blomberg“ Zuckmayers handelt es sich im Vergleich zum „Hauptmann  von Köpenick“ oder „Des Teufels General“ um ein eher unbedeutendes Drama des vielseitigen Schriftstellers. Es gehört der Gattung des sozialkritischen Volksstücks an. Gemeinsam mit Marieluise Fleißer und Ödön von Horváth gehört Zuckmayer zu den Vertretern dieser Gattung. 
Merkmale:
- volkstümliche Charaktere, verwurzelt in der Landschaft
- sprachlicher Ausdruck entsprechend der gesellschaftlichen Stellung
- keine völlig gebrochenen Charaktere (Besonderheit bei Zuckmayer)
- nichts Extremes, Bild des Ausgleichs
- aus Verantwortung dem Menschen gegenüber werden erstarrte Gegensätze überwunden
- auch nach der Niederlage bleibt noch menschliche Würde und Lebenswillen, eine Perspektive und Hoffnung auf die Zukunft (Leben als Ganzes: unzerstörbare Kraft)